# Hinami Mori
Hinami Mori (森日菜美 Mori Hinami?) (Tokio, 30 de marzo de 2001) es una actriz y gravure idol japonesa que pertenece a Toho Entertainment. Desde 2021 es estudiante de segundo año en la universidad cuyo nombre no se ha revelado y también es conocida por su rol de la pirata Flint Goldtsuiker/Twokaizer (Twokai Flint) en la serie Super Sentai Kikai Sentai Zenkaiger, emitido desde el 7 de marzo de 2021 al 27 de febrero de 2022.

## Carrera profesional
En 2014, pasó la audición para conmemorar el 50 aniversario de Toho Entertainment y entró en el mundo del entretenimiento.
En 2015, hizo su debut cinematográfico con "Blowing Dongfeng in the School Garden".
Posó por primera vez en el gravure idol al final del número 29 de "Weekly Young Jump" publicado el 18 de junio de 2020. Sirvió como la primera portada de su vida en Friday lanzado el 6 de noviembre del mismo año.
Desde el episodio No. 9-kai! de Kikai Sentai Zenkaiger, emitido el 2 de mayo de 2021, apareció con el rol de Flint/Twokai Flint. Ha estado audicionando para la franquicia Super Sentai desde la época de "Kaitou Sentai Lupinranger VS Keisatsu Sentai Patranger".

## Personalidad
Sus pasatiempos son el boxeo, las cámaras de cine, la natación y ver deportes. Su especialidad es el cultivo de hortalizas.
Como comida favorita, cita que "la tortilla hecha por su madre es la mejor del mundo".

## Filmografía

### Televisión
- Kasouken no Onna Season 16 File.9 (12 de enero de 2017)
- Rotten girl inadvertently tells gay. (20 de abril a 1 de junio del 2020): Episodios 1 y 7
- Dragon Road Two-faces Revenge Episode 6 (1 de septiembre de 2020): Rol de enfermera

### Películas
- Kôtei ni kochi fuite (2016)
- The Tsukasaburô Yamagiwa Story (2016)
- Kojirase Joshi Kara no Sotsugyo (2021)
- The Grapes of Joy (Shiawase no Masukatto) (2021)
- Love Is Light (2022)
- Lumberjack the Monster (2022)
- Saint Oniisan the Movie: Holy Men vs Akuma Gundan (2024)
- Under Ninja (2025)